# Europese kampioenschappen indooratletiek 2025 - 4 × 400 meter vrouwen
De 4 x 400 meter estafette voor vrouwen op de Europese indoorkampioenschappen van 2025 vond plaats op 9 maart 2025 en werd gehouden op de shorttrackbaan van Omnisport in Apeldoorn in Nederland. Het was de dertiende keer dat dit onderdeel op het programma stond.
De wedstrijd werd gewonnen door de Nederlandse ploeg. Lieke Klaver, Nina Franke, Cathelijn Peeters en Femke Bol wonnen de titel in 3.24,34, een nieuw kampioenschapsrecord (hun eigen record verbroken) en nationaal record. Het was de derde achtereenvolgende keer dat Nederland dit onderdeel op een EK indoor won, ook al werd de ploeg aanvankelijk gediskwalificeerd. Dit werd echter later teruggedraaid, waarna het Nederlandse viertal alsnog het goud kreeg toegekend. Hierdoor won Nederland alle estafetteonderdelen. Als argumentatie voor de aanvankelijke diskwalificatie werd gegeven: het hinderen van andere landen bij een estafettewissel. Het ging hierbij om Peeters. Nadat die het stokje had doorgegeven aan Bol, zou zij de Britse atlete Amber Anning hinderlijk in de weg hebben gelopen. Nadat Nederland protest had aangetekend tegen de diskwalificatie, waarbij onder meer werd aangevoerd dat de wissel van de Nederlandse ploeg ten onrechte in laan 2 had plaatsgevonden (een organisatorische fout), werd de diskwalificatie herroepen. Groot-Brittannië werd tweede in de nationale recordtijd van 3.24,89. Derde werd Tsjechië in 3.25,31, wat eveneens een nationaal record was.

## Records
Onderstaand, voorafgaand aan het toernooi, het wereldrecord, Europees record, kampioenschapsrecord en de snelste tijden in de wereld en Europa.
| Wereldrecord         | Rusland       | 3.23,37       | Glasgow       | 28 januari 2006  |
| Europees record      | Rusland       | 3.23,37       | Glasgow       | 28 januari 2006  |
| Kampioenschapsrecord | Nederland     | 3.25,66       | Turkije       | 5 maart 2023     |
| WL                   | Cique Elite   | 3.25,73       | Clemson       | 15 februari 2025 |
| EL                   | Niet vergeven | Niet vergeven | Niet vergeven | Niet vergeven    |

## Kwalificatie
Het gastland Nederland kreeg één plaats toegewezen. Drie plaatsen werden toegewezen op basis van de rangschikking van de officiële teams van de aangesloten European Athletic Association in de gecombineerde 4 × 400 meter outdoorwedstrijden van 2024. De overige twee plaatsen werden toegewezen op basis van de verzamelde 400 meter-tijden van individuele atleten uit het indoorseizoen van 2024, 10 dagen vóór de eerste dag van deze Europese indoorkampioenschappen.

## Resultaten

### Finale[3]
| Rang   | Land                | Atleten                                                                   | Tijd    | Bijz.      |
| ------ | ------------------- | ------------------------------------------------------------------------- | ------- | ---------- |
| Goud   | Nederland           | Lieke Klaver, Nina Franke, Cathelijn Peeters,Femke Bol                    | 3.24,34 | EL, CR, NR |
| Zilver | Verenigd Koninkrijk | Lina Nielsen, Hannah Kelly, Emily Newnham, Amber Anning                   | 3.24,89 | NR         |
| Brons  | Tsjechië            | Lada Vondrová, Nikoleta Jíchová, Tereza Petržilková, Lurdes Gloria Manuel | 3.25,31 | NR         |
| 4      | Spanje              | Paula Sevilla, Eva Santidrián, Daniela Fra, Blanca Hervás                 | 3.25,68 | NR         |
| 5      | Frankrijk           | Camille Seri, Louise Maraval, Marjorie Veyssière, Amandine Brossier       | 3.25,80 | NR         |
| 6      | Ierland             | Rachel McCann, Lauren Cadden, Arlene Crossan, Cliodhna Manning            | 3.32,72 | SB         |